# Сумера, Лепо Зигфридович
Лепо Зигфридович Сумера (эст. Lepo Sumera, 8 мая 1950, Таллин — 2 июня 2000, там же) — эстонский композитор. Лауреат Национальных премий Эстонии в области культуры (1993, 1996).

## Биография
Начал заниматься композицией у Вельо Тормиса, учился в Эстонской Академии музыки (в те годы — Таллинская консерватория, 1968—1973) у Хейно Эллера и Яана Ряэтса, затем в Московской консерватории у Романа Леденёва (1979—1982). Преподавал на летних курсах в Дармштадте и Карлсруэ. У него брал частные уроки Эркки-Свен Тююр.
Скончался от сердечной болезни.

## Творчество
Глубоко изучал творчество Шёнберга, восхищался Мессианом и Лучано Берио, но не стал заложником манеры ни одного из них. Был пионером электронной музыки в Эстонии.
Его блестящее использование оркестровки было заметно уже в первой работе для симфонического оркестра, In memoriam (памяти Хейно Эллера; 1972). Эта пьеса, которая оказалось прорывной как для композитора, так и для эстонской музыки в целом, была исполнена в множестве стран в 1970-х. Симфонический оркестр остался любимой средой Сумеры, список его работ включает шесть симфоний (1981—2000) и концерты для фортепьяно (1989) и виолончели (1989) с оркестром. С конца 1980-х электроакустическая музыка (особенно — живая электроника) стала прогрессивно важной в его творчестве.
Две его мультимедийные работы очень изобретательны. В его камерной опере «Olivia’s Master Class» (либретто Пеэтера Ялакаса по роману Эрвина Ыунапуу; 1997) использовались для видео картины немецкого художника Каспара Давида Фридриха, одного из главных героев оперы. Весь материал для «Heart Affairs» (1999) был получен из человеческого сердца: из его звуков и ритмов, и из его графического отображения, воспроизведённого эхокардиографией.
Изменения в его стиле касаются, прежде всего, организации тонов в его работе. Например, в 1970-х он применял свободную додекафонию, в то время как в начале 1980-х он предпочитал диатонические способы. Партитуры, написанные в 1990-е — Пятая Симфония, например — содержат длинные секции текстурной музыки, где мелодические и ритмические особенности музыкального материала теряют значение. Изобретательное использование Сумерой тембров и структуры, вместе с превосходным чувством музыкальной формы и её драматической схемы, принадлежит к наиболее постоянным признакам его стиля.
Работы Лепо Сумера исполняются в многочисленных европейских странах, в США, Канаде и Австралии, на Кубе. В 1988 и 1989 он читал лекции на Летних Курсах Новой Музыки в Дармштадте. Он получал многочисленные ежегодные музыкальные призы и четыре государственных приза в Эстонии, приз за лучшую музыку к фильму на международном фестивале в Эшпинью (Португалия).

## Произведения
Автор кантаты «О жизни и смерти» (1975), балетов «История Ансельма» (по Гофману, 1977—1978) и «Ящерица» (по пьесе А. Володина, 1988), шести симфоний, фортепианного концерта (1989), шуточной «Грибной кантаты» (1979—1983), камерной мультимедиальной оперы «Мастер-класс Оливии» (1997), «Профанной музыки» для струнного оркестра (1997), саксофонного квартета «Con anima» (1997), оратории «С любовью и огнём» (1997), виолончельного концерта (1998—1999), мультимедиальной композиции «Сердечные дела» (1999), вокальных сочинений на тексты Шекспира и эстонской свадебной лирики. Работал в кино.

### Музыка для кино
- 1979 — «Гнездо на ветру»
- 1979 — «Хозяин Кырбоя»
- 1980 — «Большой Тылл» (мультипликационный)
- 1980 — «Два дня из жизни Виктора Кингисеппа» (телевизионный)
- 1983 — «Ад» (мультипликационный)
- 1985 — «Игры для детей школьного возраста»
- 1988 — «Наблюдатель»
- 1988 — «Город» (мультипликационный)
- 1989 — «Враг респектабельного общества» (телевизионный)
- 1990 — «Только для сумасшедших»